# Штучна свідомість
Штучна свідомість (англ. Artificial consciousness), також відома, як машинна свідомість (MC) або синтетична свідомість (Gamez, 2008; Reggia, 2013) — це наукова галузь, пов'язана зі штучним інтелектом та когнітивною робототехнікою, метою яких є визначення того, що мало б бути штучною свідомістю (Aleksander, 1995).
Нейронаука припускає, що свідомість породжується із взаємодії різних частин мозку, які називаються нейронними корелятами свідомості або НКС. Прихильники штучного інтелекту вважають, що можна побудувати машини (наприклад, комп'ютерні системи), які зможуть емулювати дану систему інтероперабельності. (Див. Сильний штучний інтелект)
Штучну свідомість можна розглядати як розширення штучного інтелекту, припускаючи, що поняття інтелекту, в його зазвичай використовуваному сенсі, дуже вузьке для того, щоб включати всі аспекти свідомості.

## Філософські погляди на штучну свідомість
Існує багато типів свідомості, отже можливе й існування різних типів штучної свідомості. У філософській літературі, мабуть, найбільш поширеними таксономіями свідомості є «доступ» і «феноменальність». Свідомість доступу стосується тих аспектів досвіду, які піддаються функціональному опису, а свідомість феноменальності стосується тих аспектів досвіду, які, здається, кидають виклик функціональному зображенню відчуття світу.
Домінік Парізі, науковий співробітник Інституту когнітивної науки і технологій, пише у своїй статті «Психіка Робота», що для того, щоб роботи володіли штучною свідомістю, вони також повинні мати те, що він називає «психічне життя». Парізі осмислив психічне життя як можливість «мати внутрішні уявлення сенсорної інформації за відсутністю вхідного сигналу.»

### Дебати з приводу правдивості штучної свідомості
Скептична думка теоретиків відносного струму в провідниках різної природи (наприклад, теоретиків типу ідентичності), які вважають, що свідомість може бути реалізована тільки в особливих фізичних системах, оскільки свідомість має властивості, які обов'язково залежать від фізичної конституції (блок, 1978; Bickle, 2003).
У своїй статті «Штучна свідомість: утопія чи реальна можливість» Георгіка Бутазо каже, що, незважаючи на здатність наших сучасних технологій для імітації автономії, «Працюючи в повністю автоматичному режимі, вони [комп'ютери] не можуть проявляти творчість, емоції, або вільну волю, як пральна машина що працює за попередньо заданим алгоритмом».
Для інших теоретиків (наприклад, функціоналістів), які визначають психічні стани з точки зору причинно-наслідкових функцій, будь-яка система, яка може створити екземпляр тією ж схемою причинно-наслідкових функцій, незалежно від фізичної конституції, буде екземпляром з тим же психічним станом, в тому числі свідомості (Putnam, 1967) ,

#### Аргумент Чалмерса для штучної свідомості
Один з найбільш явних аргументів на користь правдоподібності штучної свідомості висловив Девід Чалмерс. Його пропозиція, знайдена у рукописах Фонду із вивчення обчислювальної техніки, полягає у тому, що комп'ютерного виконання, обчислення й різних видів розрахунків достатньо для створення свідомості. Взагалі, він аргументує свою думку наступним чином: Комп'ютери виконують обчислення. Їх розрахунки можуть мати абстрактну причинно-наслідкову організацію. Психічні властивості не що інше, як абстрактна причинно-наслідкова організація. Таким чином, комп'ютери під управлінням правильних розрахунків будуть прикладом психічних властивостей.
Найбільш спірна частина пропозиції Чалмерса це «організаційний інваріант», тобто, немає нічого понад абстрактної причинно-наслідкової організації. Його грубий аргумент, полягає в наступному: Психологічні властивості, такі як впевненість і сприйняття, характеризуються причинною роллю в рамках загальної системи причинно-наслідкового сприйняття, стверджуючи, що система з тією ж топологією причинно-наслідкового сприйняття поділяє психологічні властивості.
Феноменальні властивості, на перший погляд, визначаються в термінах їх причинних ролей. Твердження, що феноменальні властивості піддаються індивідуалізації причинної ролі, вимагають аргументів. Чалмерс забезпечує їх для цієї мети.
Чалмерс припускає, що агенти з однаковими причинними організаціями можуть мати різний досвід, різні матеріальні конституції (наприклад, кремній та нейрони). Потім він просить нас уявити собі зміну одного агента в іншого, замінюючи частини (наприклад, нейронні деталі замінені кремнієм), зберігаючи при цьому свою причинно-наслідкову організацію. За припущенням, досвід агента при перетворенні зміниться (коли будуть замінені деталі), але не буде ніяких змін в причинно-наслідковій топології і, отже, у агента може бути «повідомлення» про зрушення в досвіді.
Критики штучного інтелекту заперечили, що Чалмерс напрошує питання, вважаючи, що всі психічні властивості недостатньо враховуються в абстрактній організації причинно-наслідкового усвідомлення.

### Етика штучної свідомості
Якщо припустити, що деяка машина буде мати свідомість, то її права будуть етичним питанням, яке потрібно буде вирішувати (наприклад, які права вона буде мати за законом). Наприклад, у свідомості комп'ютера, який належав і використовувався як інструмент або центрального комп'ютера будівлі або у великій машині, конкретна неоднозначність. Якщо закони будуть для такого випадку, свідомість також вимагатиме юридичного визначення (наприклад здатність машини відчувати задоволення або біль, як свідоме відчуття). Бо штучна свідомість значною мірою теоретичний об'єкт, тому етика не обговорювалася і не розроблялася в значній мірі, хоча це є обговорюваною темою в художній літературі (див нижче).
Для премії Льобнера на конкурсі 2003 р. докладно розглянуто питання про права роботів:

6.1. Якщо в тому чи іншому році, публічно доступний з відкритим вихідним кодом увійшов в Університет Суррея або Кембриджського центру виграє срібну медаль або золоту медаль, то медаль і премією будуть нагороджені органи, відповідальні за розвиток цього штучного інтелекту. Якщо немає такого органу або не може бути ідентифікований або, якщо існують розбіжності між двома або більше заявниками, медаль і премія будуть знаходитися в довірчому управлінні доти, доки штучний інтелект може юридично володіти, або в США або в місці проведення конкурсу, премією та золотою медаллю у своєму власному праві.

## Свідомість в цифрових обчислювальних машинах
Аспекти свідомості
Є різні аспекти свідомості і в цілому необхідною для машини вважається штучна свідомість. Різноманітність функцій, в яких свідомість відіграє значну роль, була запропонованою Бернардом Баарсом. Функції свідомості, запропоновані Бернардом визначають контекст установки, адаптацію і навчання, редагування, маркування та налагодження, рекрутинг та управління, пріоритет і контроль доступу, прийняття рішень або виконання функцій, функцію формування аналогії, метакогнітивного і самостійного функціювання, моніторингу та автопрограмування, функції самообслуговування. Ігор Олександр запропонував 12 принципів для штучної свідомості у своїй книжці «Неможливі розуми»: «Мозок— статична машина, внутрішні нейронні, створення розділів, свідоме і несвідоме сприйняття навчання і пам'яті, прогнозування, усвідомлення самого себе, представлення сенсу, навчання висловлювання, вивчення мови, воля, інстинкт і емоції. Метою штучної свідомості є визначення того, як ці та інші аспекти свідомості можуть бути синтезовані в інженерії артефакту, такі як цифровий комп'ютер».
Цей список є не вичерпним, існує багато інших, непоширених аспектів.
Усвідомлення
Усвідомлення може бути одним обов'язковим аспектом, але є багато проблем з точним визначенням свідомості. Результати експериментів нейросканування на мавпах припускають, що процеси, а не тільки стан або об'єкт, активізують нейрони. Усвідомлення включає в себе створення і тестування альтернативних моделей кожного процесу, заснованого на інформації, отриманої через органи чуття чи уявної інформації, а також є корисною для передбачення. Таке моделювання вимагає великої гнучкості. Створення такої моделі включає в себе моделювання фізичного світу, моделювання своїх власних внутрішніх станів і процесів, а також моделювання інших свідомих осіб.
Є принаймні три типи свідомості : усвідомлення сприяння, усвідомлення мети, і розуміння сенсомоторії, які також можуть бути свідомими чи ні. Наприклад, в усвідомленні сприяння ви можете бути в курсі, що виконали певну дію вчора, але зараз не усвідомлюєте цього. В усвідомленні мети ви можете розуміти, що ви повинні шукати загублений предмет, але зараз не усвідомлююте цього. В усвідомленні сенсомоторії, ви можете знати, що ваша рука спочиває на предметі, але зараз не усвідомлюєте цього.
Тому, що об'єкти усвідомлення часто свідомі, різниця між усвідомленням і свідомістю розпливчата, або навіть синонімічна.
Пам'яті
Свідомі події взаємодіють з пам'яттю в системах навчання, репетицій і пошуку. У Іда моделі підкреслюється роль свідомості в актуалізації перцептивної пам'яті, скороминуща епізодична пам'ять, і процедурна пам'ять. Транзиторні епізодичні і декларативні спогади розподілених представлень в Іда, існують доказу того, що ця теж справа в нервовій системі. У Іда, ці два спогади реалізуються обчислювально використовуючи модифіковану версію Канерва «Розріджена розподіленою пам'яттю архітектура».
Навчання
Навчання також визнане необхідним для штучної свідомості. За ствердженням Бернардом Баарсем — свідомий досвід необхідний, щоб представляти і адаптуватися до нових і важливих подій. За Акселем Кліремансом і Луїсом Хіменесом — навчання визначається як «філогенетична сукупність». Розширення адаптаційних процесів, що в значній мірі залежать від розвитку чутливості до суб'єктивного досвіду, з тим щоб агенти мали гнучкий контроль над своїми діями в складних, непередбачуваних умовах".
Очікування
Здатність передбачати прогнозовані події вважається важливою для штучного інтелекту (за Ігорем Олександром). Принципи емерджентістского законопроєкту, запропоновані Деніелем Деннеттом у поясненні свідомості можуть бути корисні для прогнозування. Вони включають в себе оцінку і вибір «проєкту» найбільш відповідного поточному середовищу. Очікування включає в себе прогнозування наслідків своїх власних запропонованих заходів та прогнозування наслідків можливих дій інших осіб.
Відносини між реальними державами світу знаходять відображення в державній структурі свідомого організму, що дозволяє організму прогнозувати події. Машина зі штучним інтелектом має бути в змозі передбачити події правильно, щоб бути готовою реагувати на них, коли вони відбуваються або прийняти попередні заходи для запобігання очікуваних подій. Сенс полягає в тому, що машина повинна бути гнучкою, в режимі реального часу для побудови компонентів з яких просторові, динамічні, статистичні, функціональні та причинно-наслідкові моделі реального світу і передбачення світу, що дозволяє продемонструвати, що вона володіє штучною свідомістю в даний час і майбутньому, а не тільки в минулому. Для того, щоб зробити це, свідома машина повинна робити когерентні прогнози і плани дій у надзвичайних ситуаціях, не тільки в світах з фіксованими правилами, як шахівниці, але і для нових умов, які можуть змінюватися, можуть бути виконані тільки при необхідності моделювати і контролювати в режимі реального світу.
Суб'єктивний досвід
Суб'єктивні переживання або кваліа вважаються важкою проблемою штучної свідомості. Справді, вони існують, щоб представляти проблему для фізикалізму. З іншого боку, є проблеми в інших галузях науки, які обмежують те, що ми можемо спостерігати, наприклад, принцип невизначеності у фізиці, які не роблять дослідження в цих галузях науки неможливим.

### Символічні або гібридні пропозиції

#### Інтелектуальний агент розповсюджувача Франкліна
Стен Франклін (1995, 2003) визначає автономного агента, як володіючого функціональною свідомістю, коли він здатний на кілька функцій свідомості, як це визначено в теорії глобального робочого простору Бернардом Баарсем. Його мозок дитини IAD(Intelligent Agent Distribution) є програмна реалізація GWT, що робить його функціонально свідомим за визначенням. Завдання IAD — це обговорення нових завдань для моряків у ВМФ США після того, як закінчиться чергування, шляхом зіставлення навичкок та переваг кожної людини з урахуванням потреб ВМФ. IAD взаємодіє з базами даних ВМФ і спілкується з моряками через електронну пошту, але підкоряючись великому набору стратегій ВМФ. Обчислювальна модель IAD була розроблена Software Research Group Стена Франкліна в університеті Мемфіса в 1996—2001. Цей агент складався з приблизно чверть мільйона рядків коду Java, і майже повністю поглинає ресурси 2001 висококласної робочої станції. Ця програма значною мірою спирається на кодекси, які мають спеціальне призначення, відносно незалежних, міні-агентів зазвичай реалізується у вигляді невеликого фрагменту коду працює в окремому потоці. В архітектурі зверху вниз IAD, високого рівня когнітивних функцій явно за зразком (див Франклін 1995 і Франклін 2003 для деталей). Хоча IDA функціонально свідоме за визначенням, Франклін "Не приписував феноменальної свідомості до свого «свідомого „програмного агенту“, IAD, незважаючи на її численні людські подібності форм поведінки. І незважаючи на це кілька Detailers ВМС США неодноразово кивали головами кажучи „Так, от як я це роблю, спостерігаючи внутрішні і зовнішні дії IAD, яка виконує своє завдання“.

#### Когнітивна архітектура CLARION Рона Санса
Архітектура CLARION має дворівневий вид, що пояснює розходження між свідомими і несвідомими психічними процесами.
CLARION успішна в області бухгалтерського обліку для різних психологічних даних. Відомі навички виконання завдань були змодельовані з використанням CLARION, охоплюють спектр від простих реактивних навичок до складних когнітивних. Завдання включають в себе задачі на серійний час реакції (SRT), завдання на штучну граматику (AGL), задачі на управління процесом (PC), задачі на категоричний висновок (CI), задачі на алфавітну арифметику (AA), і задача про Ханойську Вежу (ToH)(ВС 2002). Серед них, СТО, AGL і PC є типовими неявними завданнями навчання, що також мають відношення до проблеми свідомості, оскільки вони представляють поняття свідомості в контексті психологічних експериментів.
Проєкт OpenCog Бен Герцель
Бен Герцель проводить втілення AGI через OpenCog проєкт з відкритим вихідним кодом. Поточний код включає в себе втілення віртуальних домашніх тварин, здатних навчатися простим командам англійською мовою, а також інтеграцію з реальною робототехнікою, що відбувається в Гонконзькому політехнічному університеті.

### Нейромережеві пропозиції

#### Когнітивна архітектура Хаіконена
Пентті Хаіконен (2003) вважає, класичне правило на основі обчислень недостатньо для досягнення штучної свідомості. „Мозок, безумовно, не комп'ютер мислення — не виконання запрограмованих рядків команд, мозок не чисельний калькулятор адже ми не думаємо числами“. Замість того, щоб досягти розуму і свідомості шляхом визначення і здійснення, що лежать в основі обчислювальних правил, Хаіконен пропонує „спеціальну когнітивну архітектуру“ для відтворення процесів сприйняття, образу, внутріособистісного зв'язку, білі, радості, емоцій і пізнання, що стоять за цим. Йдучи знизу вгору архітектурою буде вироблятися високорівнева функція силою елементарних блоків обробки, штучних нейронів, без алгоритмів і програм». Хаіконен вважає, що при реалізації з достатньою складністю, ця архітектура буде розвивати свідомість, він вважає «стиль і спосіб роботи, характеризується розподіленим представленням сигналу, процес сприйняття, уявлення крос-модальності та доступності для ретроспекції.» Хаіконен не самотній у цьому поданні процесу свідомості, вважає, що штучна свідомість спонтанно виникає в автономних агентів, які мають відповідну нервову архітектуру складності; цю теорію поділяють багато вчених, наприклад, Фріман (1999) та Котеріл (2003). Виконання архітектури низької складності, запропонованої Хаіконеном (2003), як повідомляється, неможливо штучним інтелектом, але це не проявляє емоції, як очікувалося.

#### Когнітивна архітектура Shanahan
Мюррей Шанахан описує когнітивну архітектуру, яка поєднує в собі ідею Баарсевого глобального робочого механізма для внутрішнього моделювання («уява») (Shanahan 2006). Для обговорення архітектури Shanahan, див (GÁMEZ 2008) та (Reggia 2013) і глави 20 (Haikonen 2012).

#### Дослідження самосвідомості Такено
Самосвідомість роботів досліджується Дзюн'іті Такено в університеті Мейдзі в Японії. Такено заявляє про те, що він розробив робота, здатного розрізняти між своїм відображенням в дзеркалі і будь-яким іншим, що має ідентичне зображення, і ця вимога вже була розглянута (Такено, Інаба і Suzuki 2005). Такено стверджує, що він вперше створив обчислювальний модуль під назвою монада, що має самосвідомість функції, і тоді він побудував штучну систему свідомості, сформулювавши відносини між емоціями, почуттями і розумом, з'єднуючи модулі в ієрархії (Igarashi, Такено 2007). Такено завершив пізнання експерименту дзеркального зображення за допомогою робота, оснащеного системою монади. Такено запропонував теорію Self-Body про те, що «люди відчувають, що їх власні дзеркальні зображення ближче до себе, ніж актуальна частина себе.» Найбільш важливим моментом у розвитку штучної свідомості або уточнення людської свідомості є розвиток функції самосвідомості, і він стверджує, що він продемонстрував фізичні й математичні докази для цього у своїй дисертації. Він також показав, що роботи можуть вчитися епізодам в пам'яті, де були стимульовані емоції і використовувати цей досвід для прогнозування заходів щодо недопущення повторення неприємних емоцій (Torigoe, Такено 2009).

#### Неможливий розум Олександра
Ігор Олександр, почесний професор-емеріт інженерії нейронних систем Імперського коледжу, вже широко вивчає штучні нейронні мережі і висловлюється у своїй книзі «Неможливі розуми: Мої нейрони, моя свідомість» про те, що принципи для створення свідомої машини вже існують, але, потрібно сорок років, щоб навчати таку машину розуміти мову. Чи вірно це ще необхідно довести, і основний принцип, викладений у нездійсненній свідомості — це мозок, який викликає сумніви.

#### Творча машина Талера
Стівен Тайлер запропонував можливий зв'язок між свідомістю і творчістю в його патенті, під назвою «Пристрій для автономної генерації Корисної інформації» (DAGUI) , або так звана «Творча машина», в якій обчислювальні процеси управляються ін'єкцією синаптичного шуму і деградацією в нейронних мережах для того, щоб викликати помилкові спогади, які можуть бути визначені як потенційні ідеї або стратегії. Він використовує цю нейронну архітектуру і методологію для обліку суб'єктивного відчуття свідомості, стверджуючи, що подібні шуми створюють нейронні вузли, що в межах мозку винаходить сумнівні значення загальної активності кори головного мозку. Теорія Талера і патенти в машинобудуванні свідомості були натхненні експериментами, в яких він внутрішньо порушує твердження про нейронні мережі для того, щоб подивитися на послідовність нервових варіантів активації, що він порівнював з потоком свідомості.
Нещодавно він запропонував просте рівняння, яке зв'язує новизну нейронних моделей активації, що виникають в результаті таких DAGUI архітектур і ритм, в якому вони утворюються. З цього співвідношення очевидно, що величина синаптичного шуму є ключовим фактором у визначенні новизни концепції, що виходять з таких нейронних систем. Точно так само він виявив, що у людини потік свідомості, мабуть, з цього ж приводу, з утворенням нової концепції, що супроводжує зростання синаптичного шуму. Такий сплеск, швидше за все, проводиться через обсяг нейромедіатора (тобто, адреналінового впуску), викликаного асоціативними ланцюжками нервових модулів, що закінчуються на тих, які кодують екзистенціальні загрози. Так званий «шум» свідомості моделюється за допомогою принципу DAGUI за рахунок використання відносного спокою нервових модулів, які, не явно пов'язують швидкий і лінійний потік свідомості з примітивними чуттєвими сприйманнями, які могли б в буквальному сенсі представляти звуки. Повільні і спазматичні ритми, що характеризують нову думку, наприклад, нові теорії свідомості, легко помітили супутні кіркові мережі через їх швидкість утворення попередніми.
Талер вважає, що мозок, як і архітектури DAGUI, є нейронна державна машина, ґрунтуючи більшу частину своєї теорії на вимірюванні державного обороту обох систем. Він також підтвердив, що свідомість не результат складності, але поступається, що багатство свідомості пропорційна ширині і глибині отриманого досвіду нейронної системи.

## Тестування штучної свідомості
Найбільш відомим методом для тестування штучної свідомості є Тест Тюрінга. Але він суперечить принципу теорії залежності спостереження. Крім того, було припущено, що імітаційні рекомендації Алана Тюринга, не до дорослої людської свідомості, а до свідомості дитини, слід приймати всерйоз.
Інші тести, такі як ConsScale, перевіряють наявність ознак наявних біологічним системам, або виміряють когнітивний розвиток штучних систем.
Qualia, або феноменологічна свідомість, по суті перше особливе явище. Хоча різні системи можуть відображати різні ознаки поведінки, немає ніякої думки про те, яким чином тести третьої особи можуть мати доступ до феноменологічних особливостей першої особи. Через це немає ніяких емпіричних визначень свідомості. Тест присутності свідомості в штучному інтелекті не може бути можливим.